# 西伯利亞鐵路

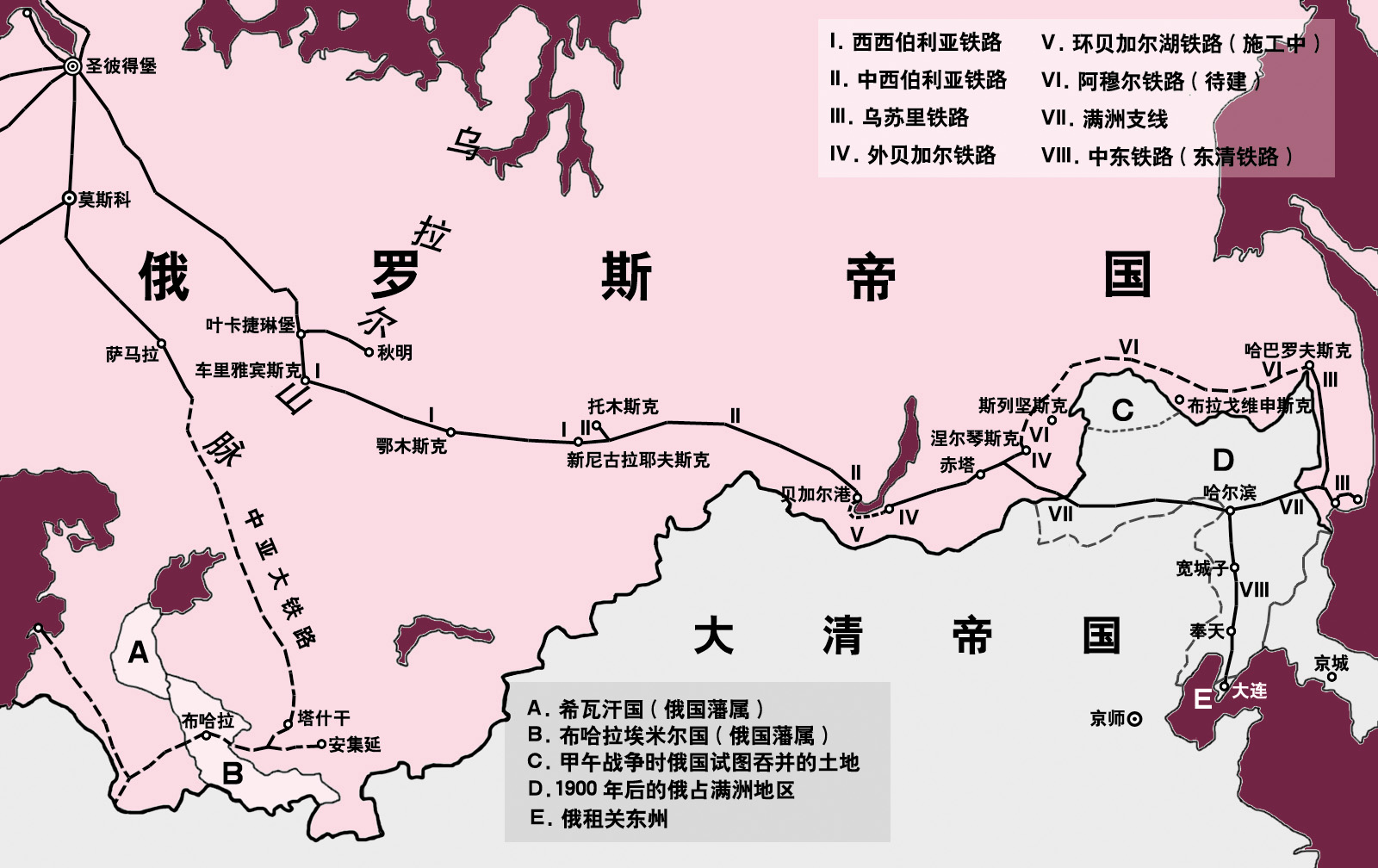
俄罗斯帝国时代的西伯利亚铁路示意图

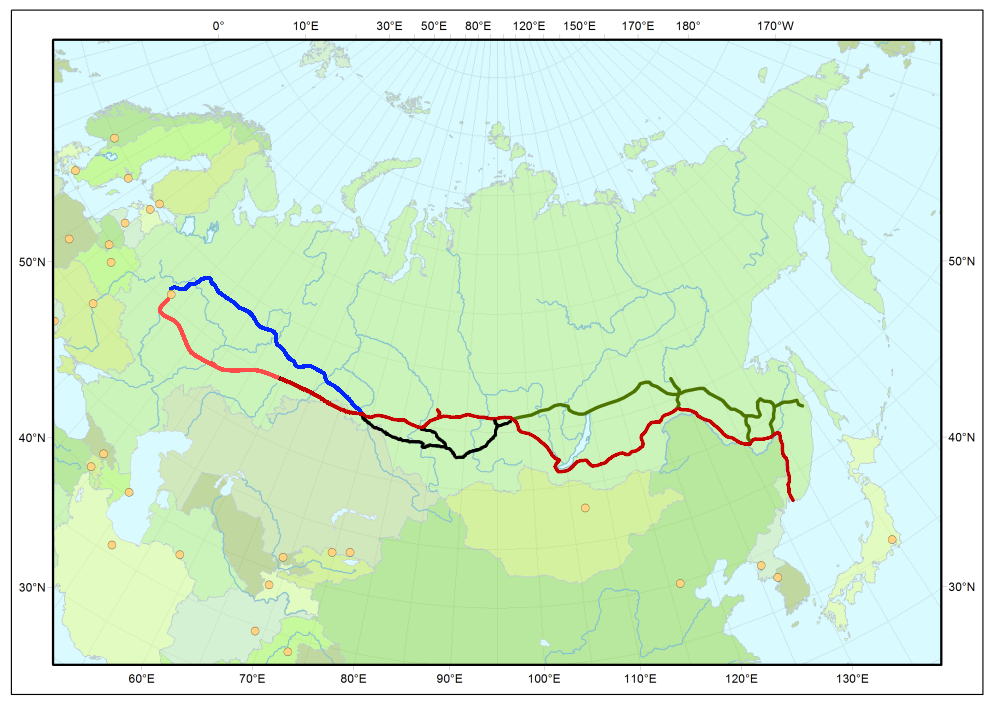
紅色：西伯利亞鐵路；
綠色：貝阿鐵路

西伯利亞鐵路（羅馬化：Transsibirskaya magistral），又稱第一亚欧大陆桥，是一條連接俄羅斯莫斯科至海參崴的鐵路線。西伯利亞鐵路全長9,288公里，起於莫斯科雅羅斯拉夫爾車站，終於海參崴站，是世界上最長、橫跨時區最多的鐵路線。西伯利亞鐵路亦設有通往蒙古國、中國和朝鲜的支線。近年，俄羅斯也表達了透過連接西伯利亞鐵路和瓜達爾港參與中巴經濟走廊的意願。

## 走線
西伯利亞鐵路莫斯科至海參崴路段全長9,289公里，橫跨八個時區。全程需時八天完成，是世界上第三長的不間斷單一路線。在此之前，世界上更長的兩條路線分別是莫斯科至平壤的10,267公里路線，以及已停運的基輔至海參崴的11,085公里路線，這兩條鐵路的大部分路段亦與西伯利亞大鐵路重疊。
西伯利亞鐵路始於莫斯科雅羅斯拉夫爾車站，依次途經雅羅斯拉夫爾、車里雅賓斯克、鄂木斯克、新西伯利亞、伊爾庫茨克、克拉斯諾亞爾斯克、烏蘭烏德、赤塔和伯力前往海參崴站。西伯利亞鐵路與土西鐵路、東清鐵路、蒙古縱貫鐵路、貝阿鐵路、哈桑鐵路支線等鐵路線相連。

## 路線
- 莫斯科雅羅斯拉夫爾車站
- 斯姆斯加亞火車站月台後方，1910年
- 海参崴站

西伯利亞鐵路通常使用以下走線，距離和時間以002M次俄羅斯號列車為準。

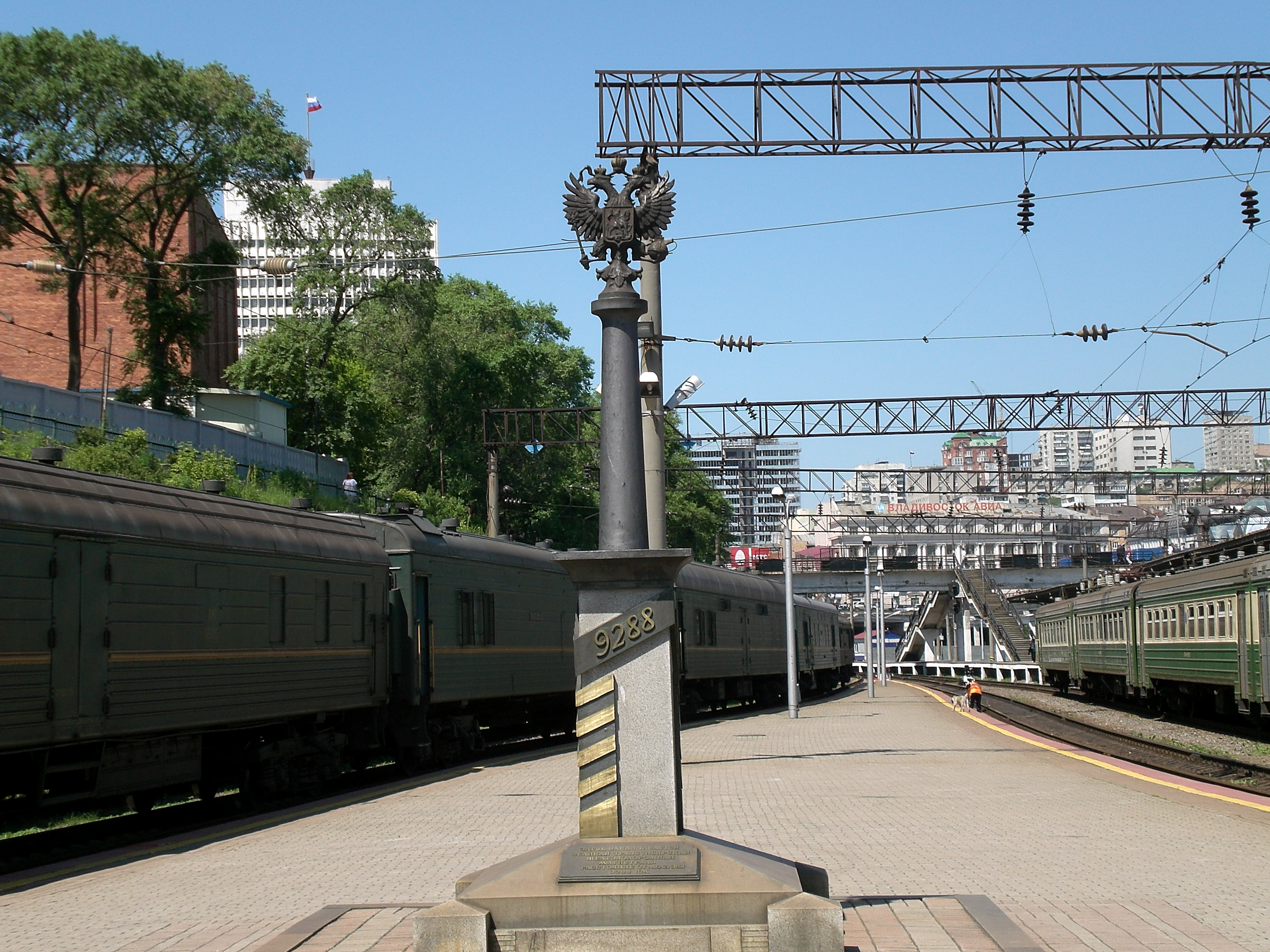
海參崴站西伯利亞鐵路結束點9,288公里標誌

| 位置                       | 距離                  | 乘坐時間  | 時區            | 註釋                                                               |
| -------------------------- | --------------------- | --------- | --------------- | ------------------------------------------------------------------ |
| 莫斯科，雅羅斯拉夫爾站     | 0 km（0 mi）          |           | 莫斯科時間      |                                                                    |
| 弗拉基米爾                 | 210 km（130 mi）      |           |                 |                                                                    |
| 下諾夫哥羅德               | 461 km（286 mi）      | 6小時     |                 | 伏爾加河上                                                         |
| 基洛夫                     | 917 km（570 mi）      | 13小時    |                 | 維亞特卡河上                                                       |
| 彼爾姆                     | 1,397 km（868 mi）    | 20小時    | 莫斯科時間+2    | 卡馬河上                                                           |
| 歐亞邊界                   | 1,777 km（1,104 mi）  |           |                 | 以白色方尖碑顯示                                                   |
| 葉卡捷琳堡客運站           | 1,816 km（1,128 mi）  | 1日2小時  |                 | 烏拉爾山脈內，大部分時間表仍使用前蘇聯時期名稱「斯維爾德洛夫斯克」 |
| 秋明                       | 2,104 km（1,307 mi）  |           |                 |                                                                    |
| 鄂木斯克客運站             | 2,676 km（1,663 mi）  | 1日14小時 | 莫斯科時間+3    | 額爾齊斯河上                                                       |
| 新西伯利亞站               | 3,303 km（2,052 mi）  | 1日22小時 |                 | 鄂畢河上，土西鐵路由此分支                                         |
| 克拉斯諾亞爾斯克客運站     | 4,065 km（2,526 mi）  | 2日11小時 | 莫斯科时间+4    | 葉尼塞河上                                                         |
| 泰舍特站                   | 4,483 km（2,786 mi）  |           |                 | 與貝阿鐵路的交匯點                                                 |
| 伊爾庫茨克客運站           | 5,153 km（3,202 mi）  | 3日4小時  | 莫斯科時間+5    | 鄰近貝加爾湖最南端                                                 |
| 烏蘭烏德站                 | 5,609 km（3,485 mi）  | 3日12小時 |                 | 貝加爾湖東岸                                                       |
| 與蒙古縱貫鐵路交匯點       | 5,622 km（3,493 mi）  |           |                 |                                                                    |
| 赤塔2号站                  | 6,166 km（3,831 mi）  | 3日22小時 | 莫斯科时间+6    |                                                                    |
| 與後貝加爾支線交匯點       | 6,274 km（3,898 mi）  |           |                 |                                                                    |
| 比罗比詹1号站              | 8,312 km（5,165 mi）  | 5日13小時 |                 | 猶太自治州首府                                                     |
| 哈巴罗夫斯克1号站          | 8,493 km（5,277 mi）  | 5日15小時 | 莫斯科時間+7    | 黑龍江上                                                           |
| 雙城子站                   | 9,147 km（5,684 mi）  |           |                 | 與東清鐵路及北韓支線交匯點，位於瓦爾諾夫斯基，距離雙城子13公里     |
| 海参崴站                   | 9,288 km（5,771 mi）  | 6日4小時  |                 | 太平洋邊                                                           |
| 往北韓鐵路由雙城子站分岔： |                       |           |                 |                                                                    |
| 普里莫斯卡亞               | 9,257 km（5,752 mi）  | 6日14小時 | 莫斯科+7        |                                                                    |
| 哈桑站                     | 9,407 km（5,845 mi）  | 6日19小時 | 莫斯科+7        | 與北韓邊界                                                         |
| 豆滿江站                   | 9,412 km（5,848 mi）  | 7日10小時 | 莫斯科時間+5:30 | 北韓側邊界                                                         |
| 平壤站                     | 10,267 km（6,380 mi） | 9日2小時  | 莫斯科+5:30     |                                                                    |

## 流行文化
- 1910年，Lina Bögli在西伯利亞鐵路途經海參崴前往日本和中國，並在1915年出版了關於此次旅程的書籍《永遠前行》（Always forward）[6]
- 西伯利亞鐵路是西伯利亞鐵路全景（英语：Trans-Siberian Railway Panorama）以及1900年西伯利亞鐵路（英语：Trans-Siberian Railway (Fabergé egg)）法貝熱彩蛋的主題。
- 在動畫《血戰》，主角音無小夜在乘搭西伯利亞列車前往葉卡捷琳堡時與翼手戰鬥。
- 在遊戲《賽伯利亞》，主角乘搭列車通過俄羅斯西伯利亞。
- 太田裕美于1980年发表专辑《再见西伯利亚铁路（日语：さらばシベリア鉄道）》，次年该曲作者大滝詠一（日语：大滝詠一）亦将自己演唱的版本发表在专辑《A Long Vacation（英语：A Long Vacation）》中并在Oricon公信榜得到最高14位的成绩。
- 在《高盧奪寶（英语：Corto Maltese）》當中「Corte sconta detta arcana/Corto Maltese en Sibérie」在20世紀俄羅斯革命時期有西伯利亞鐵路作為故事一部分。
- 邪典電影《喪屍地獄行（英语：Horror Express）》以此鐵路為主題。
- 在音樂劇《屋頂上的提琴手》以及其電影版本內，特夫耶的女兒在她的未婚夫流亡到西伯利亞時乘搭西伯利亞鐵路。
- 2008年驚悚片《橫越西伯利亞（英语：Transsiberian (film)）》的故事在鐵路上進行。
- 2012年《阿卡出國去》採用卡爾·皮京頓乘搭火車的故事。
- 2019年韓國tvN綜藝節目《西伯利亞先遣隊》講述5位同屬至親好友的韓國男演員們搭乘全世界最長，同時也是列入旅行者們的「遺願清單」裡的「西伯利亞列車」，穿越西伯利亞上演體驗受苦旅行真人秀的故事，更會傳達旅行者們想知道的實用資訊；除了在韓國當地電視播出外，更會在YouTube作直播。

### 文獻
- Marks, S.G. Road to Power: The Trans-Siberian Railroad and the Colonization of Asian Russia, 1850–1917, 1991, ISBN 0-8014-2533-6
- Faulstich, Edith. M. "The Siberian Sojourn" Yonkers, N.Y. (1972–1977）
- Thomas, Bryn, The Trans-Siberian Handbook, 6th ed, 2003, Trailblazer, ISBN 1-873756-70-4
- Omrani, Bijan. Asia Overland: Tales of Travel on the Trans-Siberian and Silk Road （页面存档备份，存于） Odyssey Publications, 2010 ISBN 962-217-811-1

## 外部連結
- Virtual Video Tour
- Traveler Exposure
- The Trans-Siberian Railway: Web Encyclopedia
- Moscow-Vladivostok: virtual journey on Google Maps
- View through train window - movie（页面存档备份，存于）
- Siberian Expedition website（页面存档备份，存于）
- Maps - Photos - Videos
- Trans-Siberian Journey Photos
- Journals, photos, videos and a breakdown of costs from a British traveller's website
- A 1903 map of Trans-Siberian railway （页面存档备份，存于）
- Google Earth Trans-Siberian Railway placemarks and path （页面存档备份，存于）
- Guide to the Great Siberian Railway（1900）
- M. Mikhailoff, "The Great Siberian Railway", in the North American Review（Volume 170, Issue 522, May 1900）。
- Deborah Manley, ed, "The Trans-Siberian Railway: A Traveller's Anthology" (January 2009) ISBN 1904955495.